# Glungezer
Glungezer är en bergstopp i Österrike.   Den ligger i distriktet Innsbruck-Land och förbundslandet Tyrolen, i den västra delen av landet, 400 km väster om huvudstaden Wien. Toppen på Glungezer är 2 677 meter över havet, eller 148 meter över den omgivande terrängen. Bredden vid basen är 2,0 km.
Terrängen runt Glungezer är huvudsakligen bergig, men åt sydost är den kuperad. Runt Glungezer är det ganska tätbefolkat, med 80 invånare per kvadratkilometer.. Närmaste större samhälle är Innsbruck, 12,6 km nordväst om Glungezer. 
Trakten runt Glungezer består i huvudsak av gräsmarker.